# 特别代表 (纳粹党)
特别代表（Sonderbeauftragter）是纳粹党于1939至1945年间設置的政治职务，纳粹党最基層的地方组织中不存在特别代表职位，但纳粹党在县级、大区级以及全国级党组织中都設有特别代表。